# Danh sách nhân vật trong Doraemon

Từ trái sang:
hàng trước: Doraemon, Dorami
hàng giữa: Dekisugi, Shizuka, Nobita, Jaian, Suneo, Jaiko
hàng sau: mẹ Nobita, ba Nobita

Doraemon nguyên gốc là một series manga khoa học viễn tưởng được sáng tạo ra bởi Fujiko F. Fujio vào năm 1969 với đối tượng hướng đến ban đầu là dành cho thiếu nhi. Nội dung kể về một chú mèo robot từ tương lai về quá khứ giúp đỡ cậu bé Nobita cải thiện cuộc sống hiện tại. Sau đó tác phẩm được chuyển thể thành phim hoạt hình và các phim chủ đề phát sóng trên 35 năm. Dưới đây là danh sách các nhân vật xuất hiện trong series bao gồm nhân vật chính, nhân vật phụ và một số nhân vật khác. Tại Việt Nam, trước năm 2010 tên các nhân vật trong series được Việt hóa và sau năm 2010 được trả về tên gốc theo công ước Berne.

## Nhân vật chính

### Doraemon
Lồng tiếng Nhật Doraemon: Tomita Kosei (tháng 4-6 năm 1973) → Nozawa Masako (tháng 7-9 năm 1973) → Ōyama Nobuyo (tháng 4 năm 1979 - tháng 3 năm 2005) → Mizuta Wasabi (tháng 4 năm 2005 - nay)
Lồng tiếng Việt: Nguyễn Thụy Thùy Tiên (tháng 1 năm 2010 - nay)
Doraemon (ドラえもん) (tên gọi cũ ở Việt Nam: Đôrêmon) là nhân vật chính của tác phẩm, sinh vào ngày 3 tháng 9 năm 2112 tại nhà máy robot Matsushiba. Cậu trở về quá khứ theo lời mời của cháu Nobita là Sewashi để giúp ông cố Nobita thay đổi vận mệnh cho tương lai với chiếc túi không gian bốn chiều trước bụng chứa rất nhiều bảo bối tiện lợi. Doraemon còn có một túi "sơ cua" khác để dưới nệm ngủ của mình, nên bảo bối của cậu lâu lâu sẽ bị Nobita lấy trộm từ túi này khi không được cho mượn. Doraemon là một chú mèo máy thông minh, hiền lành, tốt bụng và luôn quan tâm đến Nobita, nhưng đôi khi cậu cũng tỏ ra nghiêm khắc khi Nobita ỷ lại quá mức vào bảo bối của mình. Cậu thường thua trong trò oẳn tù tì do bàn tay chỉ giơ ra được nắm đấm. Cậu rất thích ăn Dorayaki và rất sợ chuột, do từng bị chuột gặm mất đôi tai khi còn ở thế giới tương lai. Vì bị cụt tai, cậu thường bị nhầm với loài chồn thay vì mèo.

### Nobi Nobita
Lồng tiếng Nhật Nobita:Ōta Yoshiko (tháng 4-9 năm 1973) → Ohara Noriko (tháng 4 năm 1979 - tháng 3 năm 2005) → Maruyama Hiroko (tháng 7 năm 1979) → Ōhara Megumi (tháng 4 năm 2005 - nay)
Lồng tiếng Việt: Nguyễn Anh Tuấn (tháng 1 năm 2010 - tháng 2 năm 2015) → Đặng Hoàng Khuyết (tháng 6 năm 2015 - nay)
Nobi Nobita (野比 のび太 (Dã Bỉ Thái)) (tên cũ ở Việt Nam: Nôbita) sinh ngày 7 tháng 8, là người bạn thân nhất của Doraemon, cũng là nhân vật trung tâm của câu chuyện, đồng thời cũng là nhân vật nam chính, được tác giả xây dựng như là một cậu bé thất bại về mọi mặt trong cuộc sống. Cậu lười học, biếng nhác, ham chơi, hậu đậu, yếu đuối, dở thể thao và thường học kém nhất lớp (cậu từng đạt kỷ lục 9 bài kiểm tra điểm 0 liên tiếp), đôi khi khá ngốc nghếch, ngớ ngẩn. Cậu thường xuyên gặp nhiều xui rủi trong cuộc sống thường ngày; ở trường thì bị thầy giáo mắng, về nhà thì bị mẹ mắng, ra đường thì bị chó cắn, bị Jaian và Suneo bắt nạt hay bị ngã xuống cống. Mỗi khi đi chơi bóng chày cùng với bạn bè, cậu luôn chơi kém nhất đội, và bị Jaian cho "ăn đòn" khi tan trận. Cậu đặc biệt rất nhát gan và yếu bóng vía, sợ mọi thứ trên đời; đặc biệt là mẹ, thầy giáo, Jaian và cả ma nữa. Do đó, Nobita hay dựa dẫm vào các bảo bối của Doraemon để cải thiện số phận hẩm hiu của mình, nhưng lại hay sử dụng sai mục đích, đôi khi dẫn đến những hậu quả khôn lường. Mặc dù vậy, cậu là người rất tốt bụng, hồn nhiên (nên thường xuyên bị bạn bè lợi dụng lừa gạt) và sẵn sàng quên mình để giúp đỡ bạn bè, đặc biệt là Doraemon. Trong anime tập 409 (mùa 8), cậu đã yêu cầu Doraemon cho cậu biến thành con gái và kết quả là cậu biến thành Nobiko . Có lần cậu đã bỏ cả việc làm bài tập về nhà để giúp Doraemon tìm con chíp quan trọng bị rơi khỏi bộ phận của chú mèo máy. Nhưng cũng phải nói rằng, trong tập 271 (phần 6), Doraemon bị bệnh nặng, Nobita cùng Mini-dora vào Trung tâm cơ thể của Doraemon để khởi động lại hệ thống.
Dù có nhiều khuyết điểm, Nobita cũng có những tài lẻ đáng chú ý như tài bắn súng thiện xạ cũng như chơi đan dây. Cậu thậm chí đã từng mơ làm một cao bồi ở miền Viễn Tây nước Mỹ. Ngoài ra cậu cũng có khả năng chơi cờ tướng, cờ vây khá tốt, nhiều lần thắng Jaian và buộc Suneo phải nhờ người ngoài mách nước mới thắng được. Tuy nhiên, việc giỏi nhất của cậu là ngủ ngày, cậu có thể ngủ bất cứ lúc nào và bất kỳ đâu, có thể say giấc chỉ trong chưa đầy một giây sau khi nhắm mắt cậu cũng có những kỉ lúc về ngủ như người ngủ nhanh nhất thế giới(0,93 giây) .Vì thói quen này, cậu thường xuyên bị thầy giáo mắng vì ngủ gật trong giờ học. Do bị cận thị nặng, Nobita gần như không thể thấy gì nếu bỏ cặp kính ra. Cậu rất thích Shizuka và do đó luôn ganh ghét Dekisugi mỗi khi cậu ta thân mật với "người vợ tương lai" của mình.

### Minamoto Shizuka
Lồng tiếng Nhật: Ebisu Masako (tháng 4-9 năm 1973) → Nomura Michiko (tháng 4 năm 1979 - tháng 3 năm 2005) → Kakazu Yumi (tháng 4 năm 2005 - nay)
Lồng tiếng Việt: Trương Ngọc Châu (tháng 1 năm 2010 - tháng 2 năm 2015) → Lưu Ái Phương (tháng 6 năm 2015 - tháng 5 năm 2017) → Phan Hoài Thương (tháng 7 năm 2017 - nay)
Minamoto Shizuka (源 静香 (Nguyên Tĩnh Hương)) (tên cũ ở Việt Nam: Xuka), sinh ngày 8 tháng 5. Cô là nhân vật nữ chính trong câu chuyện. Cô là bạn cùng lớp của Nobita và sau này thành vợ Nobita nhờ tác động thay đổi số phận của Doraemon. Shizuka là một cô bé dễ thương, rất thương người và động vật, có lúc sẵn sàng đứng lên bênh vực kẻ yếu. Shizuka là người thông minh, học giỏi, khéo tay và hay giúp đỡ bạn bè. Cô bé rất thân với Dekisugi, một nhân vật khiến Nobita luôn cảm thấy ghen tị và tìm mọi cách "trả đũa" nhưng đều thất bại. Shizuka phải học đàn piano theo yêu cầu của mẹ mặc dù không thích, cô lại thích chơi đàn violon nhưng lại chơi rất tồi, tiếng đàn tệ không thua gì giọng ca của Jaian. Cô thích ăn khoai lang nướng (nhưng luôn vì thấy ngại mà phải che giấu nhiều lần) và thích tắm (cô có thể tắm nhiều lần trong ngày). Tính tình thì dễ thương, hiền lành nhưng đôi khi rất hung dữ, nhất là những lúc Nobita nhìn trộm cô tắm hay thay quần áo. Cô chăm chỉ học tập, luôn đạt điểm 90-100 và luôn căn dặn Nobita phải làm nhiều việc tốt. Cô đặc biệt sợ động đất, ma, cóc, nhện và sâu róm. Shizuka có một đặc điểm rất dễ nhận ra đó là tóc buộc vểnh sang hai bên.

### Jaian(Gõda Takeshi)
Lồng tiếng Nhật: Kimotsuki Kaneta (tháng 4-9 năm 1973) → Tatekabe Kazuya (tháng 4 năm 1979 - tháng 3 năm 2005) → Kimura Subaru (tháng 4 năm 2005 - nay)
Lồng tiếng Việt: Lâm Quốc Tín (tháng 1 năm 2010 - tháng 12 năm 2013) → Hồ Tiến Đạt (tháng 7, tháng 12 năm 2014) → Huỳnh Thiện Trung (tháng 11 năm 2014 - nay)
Jaian hay Gian (ジャイアン Jaian) (tên cũ ở Việt Nam: Chai-en), tên thật là Gõda Takeshi (剛田 武 (Cương Điền Vũ) Gōda Takeshi), sinh ngày 15 tháng 6. Là bạn cùng lớp và là người hay bắt nạt Nobita cũng như nhiều đứa trẻ khác trong phố. Jaian là một cậu bé to béo, giỏi võ Judo và rất khỏe mạnh (biệt danh Jaian của cậu xuất phát từ chữ "Giant" trong tiếng Anh, tức là "Người khổng lồ"), tính tình hung hăng, hống hách và rất dễ bị kích động. Cậu rất thích gây gổ, bắt nạt, trấn lột đồ của người khác, ngoài ra luôn tự hào về giọng hát kinh khủng của mình và tài nấu ăn cũng được xem là khủng khiếp. Jaian tự hào khi mình rất gan dạ, chẳng sợ gì trên đời, nhưng cậu lại rất sợ mẹ của mình khi bà thường cho Jaian ăn đòn vì tội hư đốn. Ngoài sợ mẹ, Jaian cũng sợ thầy giáo, nhất là lúc bị thầy mắng và lúc bị thầy giáo cho điểm 0. Jaian rất thân với Suneo do hai người hợp nhau từ tính cách cho đến sở thích bắt nạt Nobita, nhưng cậu cũng thường xuyên trở mặt bắt nạt hoặc trấn lột đồ của Suneo.
Dù chủ yếu được miêu tả là một nhân vật hung hăng và thô lỗ, Jaian lại rất yêu thương em gái mình là Jaiko và luôn chiều chuộng cô bé hết mình. Ngoài ra, tuy hay ăn hiếp bạn bè, Jaian là người có tinh thần trách nhiệm rất cao, gan dạ, rất coi trọng tình bạn và luôn xả thân bảo vệ bạn bè khi họ gặp nguy hiểm. Về học lực, Jaian học kém, chỉ hơn mỗi Nobita trong lớp và cũng hay bị điểm 0. Tuy nhiên, Jaian rất giỏi thể thao, đặc biệt là môn bóng chày và là đội trưởng đội bóng chày của lớp. Khi chơi bóng chày thua trận, Jaian thường trút hết tức giận lên Nobita vì cậu cho rằng Nobita chơi kém nhất đội. Jaian có một đặc điểm tiêu biểu: cái rốn của cậu lồi đến 3.5 cm nên Nobita thường gọi cậu là mập lồi rốn
Ước mơ của cậu là trở thành ca sĩ nhưng giọng hát của cậu rất kinh khủng. Đa phần bạn bè đều miễn cưỡng đi nghe Jaian hát khi cậu đưa vé mời vì nếu từ chối sẽ bị "ăn đòn". Tuy nhiên trong tương lai, Jaian nối nghiệp cha mẹ, trở thành chủ cửa hàng thực phẩm (lúc này đã phát triển khá lớn).

### Honekawa Suneo
Lồng tiếng Nhật: Yashiro Shun (tháng 4-9 năm 1973) → Kimotsuki Kaneta (tháng 4 năm 1979 - tháng 3 năm 2005) → Tatsuta Naoki (tháng 11 & 12 năm 1985) → Seki Tomokazu (tháng 4 năm 2005 - nay)
Lồng tiếng Việt: Thái Văn Minh Vũ (tháng 1 năm 2010 - nay)
Honekawa Suneo (骨川 スネ夫 (Cốt Xuyên Phu)) (tên cũ ở Việt Nam: (Xêkô) là bạn cùng lớp với Nobita, sinh ngày 28 tháng 2, là một công tử nhà giàu thường được gọi là Suneo mỏ nhọn (theo cả nghĩa đen lẫn nghĩa bóng) vì theo nghĩa đen thì miệng cậu đúng là nhọn thật, theo nghĩa bóng là cậu hay khoe khoang, khoác lác về chính mình và về sự giàu có của gia đình, tính tình hơi gian xảo và hay thích mách lẻo. Luôn tự nhận mình đẹp trai và cũng luôn than phiền về chiều cao khiêm tốn của mình. Mặc dù giàu có, gia đình có thế lực nhưng nhiều lúc Suneo rất tham lam và ti tiện. Tuy nhiên Suneo là một học sinh thật sự thông minh và sức học khá tốt. Suneo có hiểu biết khoa học phong phú và còn vẽ rất đẹp, có thể lắp ráp nhiều loại máy móc phức tạp, giao tiếp tốt và khá mưu mẹo trong vài tình huống. Cậu đặc biệt có tài nịnh hót tốt đến mức khiến cho nhiều người như mẹ, thầy giáo và Jaian rất tin cậu.Trong tập 319 (phần 8) Suneo có lần đi khắp Châu Mỹ nên cả bạn bè rất ghen tị.
Suneo có tật hay đái dầm và rất nhát gan, cậu thường đi vệ sinh mà không đóng cửa vì quá sợ ở một mình, và thường khóc lóc gọi mẹ mỗi khi gặp nguy hiểm. Cậu luôn hùa theo Jaian để tham gia bắt nạt Nobita. Suneo nhiều khi khinh thường Nobita; có những lúc cậu được đi du lịch cùng gia đình, mời cả Jaian và Shizuka nhưng không cho Nobita theo, ngoài ra khi Suneo có những trò chơi điều khiển từ xa như ô tô, máy bay, đĩa bay thì cậu đều không cho Nobita chơi cùng. Tuy nhiên với Jaian, Suneo thường phải miễn cưỡng đáp ứng mong muốn của cậu ta do sợ bị "ăn đòn", nên thường xuyên bị Jaian trấn lột đồ chơi và truyện tranh, ngoài ra cậu cũng hay bị Jaian bắt nạt dù không thường xuyên như Nobita. Do khá nhát gan và hay do dự những lúc nguy hiểm nên Jaian thường phải thúc đẩy cậu phải mạnh mẽ và gan dạ hơn. Ước mơ của Suneo là trở thành một nhà thiết kế thời trang trong tương lai.
Có 1 chi tiết kì lạ ít ai để ý là trong bộ truyện có hai nhân vật mỏ nhọn và đều được nhà xuất bản Kim Đồng dịch tên là Xêkô (người còn lại có dáng cao và để tóc mái bình thường). Tuy nhiên, cả hai nhân vật này từng xuất hiện cùng trong tập 20 - truyện "Kẹo ngậm lấy hên" nên đây chắc chắn không phải là 1 người. Theo phiên bản truyện tranh phát hành sau công ước Bern, nhân vật này là Zuruki.

## Gia đình Nobi
Ba của Nobita - Nobi Nobisuke (野比 のび助/ のび のびすけ)
Lồng tiếng Nhật: Murakoshi ichirō (tháng 4 - 9 năm 1973) → Katō Masayuki (tháng 4 năm 1979 - tháng 10 năm 1992) → Naka Yōsuke (tháng 10 năm 1992 - tháng 3 năm 2005) → Matsumoto Yasunori (tháng 4 năm 2005 - nay)
Lồng tiếng Việt: Tạ Bá Nghị (Tháng 1, 2010 - Tháng 1, 2016) → Trần Vũ (tháng 3-4 năm 2016) → Nguyễn Trí Luân (tháng 4 - 5 năm 2016) → Trần Vũ (tháng 7 - 9, 2017) → Hồ Chơn Nhơn (tháng 12 năm 2017 - tháng 2 năm 2018) →Trần Vũ (Tháng 2 - 4, 2019) → Lê Nguyễn Tuấn Anh (tháng 2 - 4, 2020) → Trần Vũ (tháng 5, 2021 - nay)
Ông Nobi Nobisuke là ba của Nobita. Từng thể hiện tài năng trong hội họa nhưng sau đó ông Nobi lại trở thành một viên chức bình thường. Ông rất sợ vợ, nghiện thuốc lá, thường đi nhậu và mắc tật rung đùi mà bỏ mãi không được. Ông rất thích chơi golf và câu cá, nhưng lại rất dở ở hai môn này. Ngoài ra, ông luôn ao ước có một chiếc ô tô riêng để đi lại, nhưng chưa bao giờ thi đậu bằng lái xe.
Ông Nobi rất yêu thương Nobita, đến nỗi có lần ông phải thức làm ca đêm để có tiền mua cano đồ chơi cho Nobita. Nhưng nhiều khi ông cũng rất nghiêm khắc với Nobita khi cậu ấy làm hỏng đồ đạc trong nhà hay không cố gắng học hành. Do Nobita thường thiếu ý chí trong học tập và cuộc sống, ông luôn răn dạy con mình phải bản lĩnh và mạnh mẽ hơn để ra dáng đấng nam nhi.
Thực ra thì thời thơ ấu của ông cũng không khác Nobita là mấy, cũng yếu đuối chậm chạp, cũng hay bị bạn bè bắt nạt và chơi các môn thể thao kém hơn người khác, ngoại trừ khả năng hội họa thiên bẩm. Một chi tiết khá hài hước trong truyện là ông thường xuyên bị Doraemon và Nobita cho đem ra thử nghiệm các bảo bối, nhưng kết quả thường không tốt lắm!
Mẹ của Nobita - Nobi Tamako (野比 玉子/ のび たまこ) (tên cũ ở Việt Nam: Tamakô)
Lồng tiếng Nhật: Ohara Noriko (tháng 4-9 năm 1973) → Chijimatsu Sachiko (tháng 4 năm 1979 - tháng 3 năm 2005) → Mitsuishi Kotono (tháng 4 năm 2005 - nay)
Lồng tiếng Việt: Nguyễn Vũ Minh Chuyên (tháng 1 năm 2010 - tháng 9 năm 2013) → Võ Ngọc Quyên (tháng 12 năm 2013 - tháng 7 năm 2015) → Phan Hoài Thương (tháng 7 năm 2015 - tháng 5 năm 2016) → Huỳnh Thị Thu Hiền (tháng 7 năm 2017 - tháng 12, 2020) → Nguyễn Vũ Minh Chuyên (tháng 12, 2020 - nay)
Nobi Tamako là mẹ của Nobita, bà là người biết yêu thương và chăm sóc cho gia đình. Như bao người phụ nữ Nhật Bản truyền thống, bà ở nhà làm nội trợ. Tên thật của bà là Kataoka Tamako, nhưng được đổi thành Nobi Tamako sau khi kết hôn với ông Nobi Nobisuke (luật pháp của Nhật Bản quy định vợ chồng phải cùng họ). Bà là một người phụ nữ hay gắt gỏng về chuyện tiền nong đi chợ và việc học hành của Nobita vì cậu thường xuyên bị điểm 0 (thường là bắt gặp vài bài kiểm tra điểm thấp mà Nobita giấu trong ngăn kéo bàn học). Bà thường xuyên mắng Nobita khi cậu ấy lười biếng hay học kém và thường mắng trong nhiều giờ đồng hồ. Suốt ngày đọc các tập truyện, bà cho thấy mình là một người yêu quý chồng con hết mực. Bà có đặc điểm là bị cận thị rất nặng giống con mình và rất sợ gián. Nhiều khi bà cũng bị Nobita dùng các bảo bối của Doraemon để lừa gạt, chủ yếu là để tránh phải làm bài tập về nhà hay làm việc vặt.
Nói đúng, mẹ Nobita là người có quyền uy và mạnh mẽ, cứng cỏi nhất trong nhà của cậu bé, bà cũng có học vấn, có hiểu biết, nhưng vẫn lựa chọn công việc nội trợ. Thời thơ ấu của bà khác hẳn hai cha con Nobita, hồi nhỏ bà có tính cách giống y như một đứa con trai. Bà rất ghét các vật nuôi (chó, mèo,... ngoại trừ cá vàng và peko) vì nhiều lí do như vì tốn tiền, sợ làm bẩn nhà cửa, ồn ào. Trong nhiều mẩu truyện, bà là người thường hay phá tan kế hoạch hay "âm mưu" của hai ông con. Bà còn có một người anh trai (cậu của Nobita), xuất hiện trong tập "Ăn bằng mắt".
Nobi Nobisuke (ノビスケ Nobisuke)  (tên cũ ở Việt Nam: Nobitu)
Lồng tiếng Nhật: Ohara Noriko (tháng 4 năm 1979 - tháng 3 năm 1989) → Kamei Yoshiko (tháng 4 năm 2005 - nay)
Lồng tiếng Việt: Nguyễn Kim Anh, Đặng Hoàng Khuyết
Nobisuke là con trai của Nobita và Shizuka trong tương lai, tên cậu giống hệt tên bố của Nobita, nhưng được viết theo chữ Katakana. Trái ngược với Nobita, cậu bé là người khỏe mạnh, năng động, nghịch ngợm, bướng bỉnh, thường xuyên bắt nạt con của Jaian và Suneo. Dù cũng học kém không khác gì ông bố Nobita nhưng bù lại cậu rất mạnh mẽ và giỏi thể thao hơn hẳn bố mình, đặc biệt là môn điền kinh. Uớc mơ của Nobisuke là trở thành một thần đồng giỏi toán, dù sức học của cậu có vẻ không ủng hộ điều ấy lắm.
Yukari (ユカリ)
Lồng tiếng Nhật: Asami Junko (tháng 3 năm 1989)
Là vợ của Nobisuke trong tương lai
Dorami
Lồng tiếng Nhật: Yokozawa Keiko (tháng 4 năm 1980 - tháng 3 năm 2005) → Chiaki (tháng 9 năm 2006 - nay)
Lồng tiếng Việt: Võ Huyền Chi (tháng 1 năm 2010 - tháng 2 năm 2015) → Nguyễn Kiều Oanh (tháng 6 năm 2015 - tháng 4 năm 2019) → Trương Ngọc Châu (tháng 2 - tháng 4 năm 2020) → Võ Ngọc Quyên (tháng 7 năm 2021 - nay)
Dorami (ドラミ) (tên cũ ở Việt Nam: Đôrêmi) là em gái của Doraemon, sinh ngày 2 tháng 12 năm 2114 (Nhân Mã), cao 100 cm, nặng 91 kg. Da không phải là màu xanh da trời như anh trai mà có màu vàng.
Doraemon và Dorami là anh em vì hai bọn họ dùng chung dầu trong cùng một lọ. Do lọ dầu không được lắc cẩn thận nên khi Doraemon ra đời, cậu chỉ được dùng phần dầu nhẹ nổi phía trên; trong khi Dorami ra sau dùng dầu đặc hơn bên dưới. Vì vậy nên cô bé thông minh hơn hẳn anh trai. Cô bé rất sợ gián, giống mẹ Nobita.
- Tai hình nơ: Có thể nghe thấy tiếng thì thầm từ một nơi rất xa. Ngoài ra còn được tích hợp chức năng của rada và nghe hiểu được tiếng nói của động vật.
- Mắt: Có thể bắn ra "Cú chớp mắt sát thủ" có khả năng xoa dịu, hòa giải và giúp các cặp đôi làm lành.
- Chuông phát nhạc xoa dịu trẻ: phát ra sóng âm đặc biệt giúp xoa dịu người nghe.
- Sức mạnh: 1 vạn mã lực.

Dorami rất thích ăn Melonpan (bánh mì dưa gang), cô bé có sở thích ca hát và hát cũng rất hay. Ngoài ra, tuy là một robot ưu tú nhưng Dorami cũng có nhược điểm là vô cùng sợ gián.
Có lần, cô bé đã bị hỏng và phải nhập viện 7 ngày.
Sewashi (セワシ Sewashi) (tên cũ ở Việt Nam: Nôbitô)
Lồng tiếng Nhật: Yamamoto Keiko (tháng 4 - 9 năm 1973) → Ōta Toshiko (tháng 1 năm 1980 - thámg 3 năm 2005) → Matsumoto Sachi (tháng 4 năm 2005 - nay)
Lồng tiếng Việt: Trần Hoàng Sơn (tháng 3 năm 2010 - tháng 9 năm 2013) → Đặng Hoàng Khuyết (tháng 1-2 năm 2015, tháng 2 năm 2020 - nay) → Nguyễn Kim Anh (tháng 11 năm 2015 - tháng 4 năm 2019)
Sewashi là chắt của Nobita trong tương lai. Theo lời Sewashi, Nobita là "ông nội của ông nội" của cậu (tương đương kỵ), vì dài quá nên cậu chỉ gọi Nobita là ông nội, nhưng Nobita không thích cách gọi mình "già" như thế lắm và thường chỉ xưng hô ngang hàng với cậu. Sewashi là người đã gửi Doraemon về để chăm sóc Nobita. Sewashi có vẻ thông minh và chững chạc hơn cụ cố Nobita nhiều. Vì hoàn cảnh bết bát của dòng họ Nobi (kể từ đời Nobita) mà cậu đã gửi chú robot trông trẻ của mình là Doraemon về quá khứ để cải thiện số phận của Nobita. Hiện cậu sống cùng với Dorami ở trong 1 chung cư.
Mini-Dora (ミニドラ) (hay còn được gọi là Dora-Mini)
Lồng tiếng Nhật: Kitagawa Chie (tháng 3 năm 1989 - tháng 4 năm 1990) → Sakuma Rei (tháng 3 năm 1993 - tháng 3 năm 2005) → Akai Tomato (tháng 10 năm 2005 - tháng 9 năm 2013) → Kanemoto Hisako (thámg 7 năm 2017 - nay)
Bản sao thu nhỏ của Doraemon, vốn là 1 bảo bối được tạo bởi Cảnh Sát Thời-Không gian để cảm ơn Doraemon vì đã giúp họ đánh bại nhóm cướp đã bắt cóc Sewashi (theo lời thầy Hiệu Trưởng của Doraemon trong bộ phim 2112: Doraemon ra đời). Mini-Dora có rất nhiều màu sắc khác nhau, nhưng chủ yếu xuất hiện trong anime thì có thân hình màu đỏ, lùn (bằng 1/10 Doraemon), cũng có túi thần kì và cũng thích ăn Dorayaki. Tuy nhiên các bảo bối của Mini-dora lại quá nhỏ nên thường bất tiện. Cậu thường xuất hiện trong một vài tập truyện, là thợ sửa chữa những bộ phận hỏng hóc trong cơ thể của Doraemon, ngoài ra có thể thay thế được Doraemon để giúp đỡ Nobita khi có việc bận. Mini-dora có xuất hiện trong tập 41 truyện ngắn.
Nobi Nobirõ (野比 のび郎) (tên cũ ở Việt Nam:Nôbirô)
Lồng tiếng Nhật: Muramatsu Yasuo (tháng 1 năm 1980 - tháng 3 năm 2004) → Hashimoto Kōichi (tháng 11 năm 2006 - nay) → Ugaki Hidenari (tháng 1 năm 2009, tháng 6 năm 2011)
Nobi Nobirõ là em trai ruột của ông Nobisuke và là chú của Nobita. Ông từng làm việc ở nước ngoài và đã có dịp thấy nhiều loài động vật quý hiếm ở Ấn Độ. Ông là người hiền hòa, rất thông thạo tiếng Anh, Hàn Quốc và Pháp. Ông giỏi thể thao hơn hẳn người anh Nobisuke. Ông rất yêu thương Nobita và thường là người mừng tuổi nhiều nhất cho cậu và Doraemon trong các dịp lễ Tết (nhiều khi còn cho rất nhiều tiền tiêu vặt).
Nobie (のび枝)
Là em họ của Nobita
Nobi Nobishirō (野比のび四郎)
Lồng tiếng Nhật: Muramatsu Yasuo (tháng 7 năm 2017)
Chú của Nobita, là một nhiếp ảnh gia
Em gái bố Nobita
Lồng tiếng Nhật: Không xác định (1973) → Yokozawa Keiko (tháng 5 năm 1979) → Sudō Saori (tháng 11 năm 2017)
Cô của Nobita. Xuất hiện trong "Chiến dịch cầu hôn"
Kataoka Tamao (片岡 玉夫)
Lồng tiếng Nhật: Inoue Kazuhiko (tháng 8 năm 1979) → Hirose Masashi (tháng 6 năm 1983) → Không xác định (tháng 5 năm 1992) → Sakurai Toshiharu (tháng 11 năm 2005) → Nomura Kenji (tháng 9 năm 2016) 
Là em trai của Tamako
Gorō (五郎)
Lồng tiếng Nhật: Mine Atsuko (tháng 5 năm 1979) → Không xác định (tháng 5 năm 1989) → Không xác định (tháng 11 năm 1990) → Yasumura Makoto (tháng 5 năm 2012) → Hiyama Nobuyuki (tháng 4 năm 2017 - nay) 
Lồng tiếng Việt: Tiến Đạt (2010)
Anh họ của Nobita. Là một sinh viên đại học ở trọ một mình thường đến nhà Nobita ăn ké
Ông bác ở Hokkaido
Lồng tiếng Nhật: Sakaguchi Kōichi (tháng 4 năm 2016)
Xuất hiện trong loạt anime 2005
Bà nội của Nobita
Lồng tiếng Nhật: Không xác định (1973) → Mine Atsuko (tháng 5-9 năm 1979) → Takamura Akiko (tháng 1 năm 1986 - tháng 8 năm 2004) → Hattori Yasuko (tháng 6 năm 2006 - nay) → Miyamoto Noubuko (tháng 11 năm 2020)
Lồng tiếng Việt: Kiều Oanh (tháng 3 năm 2013 - nay)
Bà nội của Nobita (? - 1972), được nhắc đến trong một vài mẩu truyện ngắn gây nhiều xúc động đến đọc giả, bà rất tâm lý và thương yêu con cháu. Trong nhiều bản dịch tiếng Việt (trước 2010) của Nhà xuất bản Kim Đồng gọi bà là "bà ngoại" nhưng đúng theo cốt truyện thì bà là mẹ ông Nobi (bố Nobita), còn bà ngoại của Nobita chỉ được nhắc đến trong 1 mẩu chuyện nhỏ (trong tập Nobita quay về quá khứ tìm chiếc nhẫn mà mẹ đánh mất hồi nhỏ và cậu đã gặp bà ngoại khi còn trẻ).
Bà luôn mơ ước được nhìn thấy đứa cháu đích tôn của mình được cắp sách đến trường. Bà mất từ lúc Nobita còn nhỏ, nhưng luôn hiện hữu rõ ràng trong ký ức của cậu với những bài học đầy tình thương mà cậu không bao giờ quên, và Nobita cũng đã 2 lần trở về quá khứ để gặp bà.
Ông nội của Nobita
Ông nội của Nobita, ông chỉ được đề cập đến một lần ở tập truyện ngắn 14. Trong truyện, ông là người rất gắt gỏng với con trai của mình là ông Nobi Nobisuke (bố Nobita), bề ngoài ông luôn rèn luyện con nghiêm khắc về khí phách đàn ông nhưng trong thâm tâm, ông rất lo lắng cho con mỗi khi bị bạn bè bắt nạt, luôn bí mật đưa tiền cho con mua truyện và ông rất thương yêu cháu của mình.
Đã có lần Nobita và Doraemon về quá khứ đưa ông nội đến thời hiện đại để nhắc nhở Nobi Nobisuke khi thấy cha của mình chỉ lo nhậu nhẹt. Ông mất lúc Nobita chưa ra đời, vì vậy, ký ức của ông trong tâm trí của Nobita không có. Lúc trở về quá khứ, khi thấy ông trách mắng cha mình, Nobita cho rằng ông là người rất hung dữ và gắt gỏng nhưng ý nghĩ ấy biến mất khi ông nhận ra cậu và cưng chiều Nobita rất nhiều.
Bà ngoại của Nobita
Lồng tiếng Nhật: Takamura Akiko (tháng 7 năm 1979) → Không xác định (tháng 8 năm 1981) → Hisamatsu Yūko (tháng 8 năm 2003) → Inaba Matsuko (tháng 11 năm 2004) → Maru Tamari (tháng 8 năm 2007 - tháng 5 năm 2010) → Takimoto Fujiko (tháng 11 năm 2015)
Bà ngoại của Nobita (? - ?), bà chỉ xuất hiện 1 tập duy nhất là Đi Tìm Búp Bê Bị Thất Lạc (Nobita với Doraemon quay về quá khứ để tìm búp bê hoàng hậu và đã gặp bà ngoại mình khi còn trung niên) và chỉ được nhắc đến trong số ít mẩu chuyện nhỏ mà thôi (khi Nobita quay về quá khứ tìm chiếc nhẫn mà mẹ đánh mất hồi nhỏ và cậu đã gặp bà ngoại khi còn trẻ).
Ông ngoại của Nobita
Lồng tiếng Nhật: Naka Hirofumi (tháng 1 năm 1995) → Kitamura Kōichi (tháng 11 năm 2004)
Nhân vật chỉ xuất hiện trong anime
Nobikichi (のびきち)
Lồng tiếng Nhật: Không xác định (2012) → Ohara Noriko (tháng 12 năm 2021)
Ông cố nội của Nobita, sinh sống vào thời Minh Trị năm 1910. Xuất hiện 2 tập phim duy nhất tên là Quả Cầu Thời Gian 100 Năm Của Doraemon, Cái đuôi của Harry.
Nobisaku (のび作)
Lồng tiếng Nhật: Không xác định (1973) → Ohara Noriko (tháng 4 năm 1979) → Maru Tamari (tháng 9 năm 2005)
Tổ tiên nhà Nobi, sinh sống vào thời Chiến quốc. Cậu bé làm nghề thợ săn nhưng lại rất nhát gan và chỉ dám săn bắt các loài động vật nhỏ như thỏ, gà rừng. Cậu là người không có chí lớn nên ngay cả khi được Doraemon cho mượn bảo bối để được phong làm quan, cậu lại dùng bảo bối để đi săn lợn rừng.
Nobihei (のび兵衞)
Lồng tiếng Nhật: Ōhara Megumi (tháng 12 năm 2016)
Tổ tiên nhà Nobi.

## Gia đình Shizuka
Bố của Shizuka - Minamoto Yoshio (源 義雄)
Lồng tiếng Nhật: Không xác định (1973) → Katō Masayuki (tháng 4 năm 1979 - tháng 3 năm 1980) → Ikeda Masaru (tháng 10 năm 1981) → Kume Akira (tháng 3 năm 1999) → Tahara Aruno (tháng 7 năm 2005 - nay)
Lồng tiếng Việt: Nguyễn Trí Luân (tháng 12 năm 2014) → Lê Nguyễn Tuấn Anh (tháng 4 năm 2016)
Bố của Shizuka sinh năm 1937 (35 tuổi) tên thật là Minamoto Yoshio, là một nhân vật rất ít khi xuất hiện, mỗi khi xuất hiện luôn để lại ấn tượng bởi những bài học sâu sắc, dấu ấn lớn nhất của ông trong truyện là cuộc đối thoại của ông với Shizuka trong đêm trước lễ cưới của cô và Nobita.
Mẹ của Shizuka - Minamoto Michiko (静香の母)
Lồng tiếng Nhật: Không xác định (1973) → Yokozawa Keiko (tháng 4 năm 1979 - tháng 8 năm 1981) → Matsubara Masako (tháng 8 năm 1981 - tháng 3 năm 2005) → Orikasa Ai (tháng 4 năm 2005 - nay)
Lồng tiếng Việt: Võ Huyền Chi (2010 - 2013) → Tuyết Nhung (tháng 11 năm 2014 - tháng 4 năm 2019) → Lê Vũ Kim Ngọc (tháng 2 năm 2020 - nay)
Mẹ của Shizuka sinh năm 1941 (31 tuổi) là một người rất quan tâm đến Shizuka. Luôn muốn Shizuka trở thành một nghệ sĩ piano tài năng, không thích Shizuka chơi vĩ cầm vì nghe rất kinh khủng (tệ hơn cả Jaian hát) mà lại gây ảnh hưởng đến mọi người. Nhưng bà lại là người chơi vĩ cầm rất giỏi và nhận được cúp vô địch lúc còn trẻ. Bà là bạn thân từ thời thơ ấu đến hiện tại của mẹ Nobita (Nobi Tamako).
Chú của Shizuka
Lồng tiếng Nhật: Shima Shunsuke (tháng 10 năm 1980) →  Ogata Ken'ichi (tháng 1 năm 2010)
Là một nhà phê bình nghệ thuật, xuất hiện trong tập "Robot đánh giá"
Pero (ペロ)
Lồng tiếng Nhật: Không xác định (tháng 11 năm 1979) → Chiba Isshin (tháng 5 năm 2006-nay)
Chú chó của Shizuka, đã từng cứu Shizuka khi còn nhỏ
Pīko (ピー子)
Là chim vàng anh mà Shizuka nuôi. Đôi lúc Shizuka bất cẩn để con chim xổ lồng và phải nhờ Doraemon bắt lại.
Shizuhime (しず姫)
Lồng tiếng Nhật: Kakazu Yumi
Tổ tiên nhà Minamoto. Xuất hiện trong tập anime đặc biệt "Vệ binh Nobita thời chiến quốc cố lên"

## Gia đình Suneo
Mẹ của Suneo (Một số nguồn thì ghi là Honekawa Mineko)
Lồng tiếng Nhật: Takahashi Kazue (1973) → Ōtori Yoshino (tháng 4 năm 1979 - tháng 3 năm 1991) → Yokoo Mari (tháng 4 năm 1991 - tháng 3 năm 2005) → Takayama Minami (tháng 4 năm 2005 - nay)
Lồng tiếng Việt: Phan Thị Kim Phước (2010 - tháng 1 năm 2016, tháng 7-9 năm 2017) → Nguyễn Thị Huyền Trang (tháng 3-5 năm 2016, tháng 12 năm 2017 - tháng 4 năm 2019) → Trương Ngọc Châu (tháng 2 năm 2020 - nay)
Mẹ Suneo là một nhân vật tóc hơi xoăn, cũng có cái mỏ nhọn như chồng và con. Bà thường nuông chiều con một cách thái quá, đôi lúc làm dẫn đến những hậu quả nghiêm trọng. Do luôn mong muốn Suneo trở thành một nhà bác học vĩ đại, bà thường bắt con mình đi học thêm bên ngoài sau giờ học trên lớp, và đôi khi khá nghiêm khắc nếu thấy Suneo học không tốt. Bà rất mê đồ trang sức từ kim cương. Cũng giống như đa số các thành viên khác trong gia đình Honekawa, bà rất hay khoe khoang, ưa nịnh. Dù gia đình khá giả, bà lại rất hà tiện, khi đi du lịch thường chỉ thuê chỗ rẻ tiền. 
Bố của Suneo (Một số nguồn ghi là Honekawa Sunematsu)
Lồng tiếng Nhật: Hase Sanji (tháng 6 năm 1973 -  ?) → Katō Osamu (? - tháng 9 năm 1973) →  Katō Osamu (tháng 4 năm 1979 - tháng 5 năm 2003) → Inoue Kazuhiko (tháng 8 năm 1980) → Ogata Ken'ichi (tháng 1 năm 1981) → Kimotsuki Kaneta (tháng 5 năm 1989 - tháng 1 năm 1990) → Tanaka Hideyuki (tháng 6 năm 2005 - nay)
Bố Suneo là một kĩ sư điện tử có tiếng, cũng nuông chiều Suneo không kém gì vợ. Ông còn là giám đốc của một công ty lớn, quen biết rộng rãi với ngành truyền thông giải trí như: đài truyền hình, các diễn viên ca sĩ, nhà xuất bản truyện tranh, phóng viên báo,...
Sunetsugu (スネツグ)
Lồng tiếng Nhật: Tatsuta Naoki (tháng 1 năm 1985) → Kaida Yuki (tháng 5 năm 2006)
Em trai của Suneo, hiện đang sống ở thành phố New York cùng với chú họ, cậu xuất hiện trong 2 mẩu truyện ngắn, cũng quen biết với Nobita, Shizuka và Jaian. Em trai của Suneo rất thần tượng anh trai, luôn coi anh mình là một thiên tài và rất tin vào những lời khoe khoang của Suneo.
Sunekichi (スネ吉)
Lồng tiếng Nhật: Inoue Kazuhiko (tháng 6 năm 1979) → Futamata Kazunari (tháng 6 năm 1984 - tháng 3 năm 2005) → Yamazaki Takumi (tháng 12 năm 2005 - nay)
Lồng tiếng Việt: Nguyễn Quang Tuyên (2014 - nay)
Anh họ của Suneo. Là một kĩ sư, với trí óc vô cùng thông minh và có những phát minh tuyệt vời, xuất hiện trong các tập truyện: "Đại hải chiến xa bờ", "Đua xe bằng máy hút bụi" và "Chụp ảnh mô hình". Sunekichi giàu có, đang học đại học danh tiếng, là 1 chuyên gia về mô hình điều khiển từ xa, hay rủ Suneo đi chơi và giúp đỡ Suneo về kỹ thuật. Tính cách và ngoại hình cũng giống em họ mình.
Bà cố nội của Suneo
Lồng tiếng Nhật: Mine Atsuko (tháng 5 năm 1980) → Hori Ayako (tháng 12 năm 1997) → Mayama Ako (tháng 11 năm 2012 - nay)
Bà Suneo chỉ xuất hiện trong tập "kẹo giáo dục", là người tin vào nhân quả nên Suneo hay coi thường bà, cho rằng bà mê tín dị đoan. Doraemon đã dùng bảo bối để giúp bà răn dạy Suneo, và cậu đã có được bài học khiếp sợ khi nhân quả ứng vào mình.
Chiru-chiru (チルチル)
Lồng tiếng Nhật: Ōtani Ikue (tháng 10 năm 1995) → Sena Ayumi (tháng 6 năm 2007 - nay)
Con mèo nhà Suneo. Cũng mỏ nhọn và tính cách giống chủ. Trong manga chỉ xuất hiện 1 lần khi đánh bại Muku của Jaian. Trong anime nó xuất hiện nhiều hơn.
Chú của Suneo
Lồng tiếng Nhật: Satō Masaharu (tháng 10 năm 2003) → Shirokuma Hiroshi (tháng 9 năm 2012)
Thuyền trưởng tàu du lịch
Suneta (スネ太)
Lồng tiếng Nhật: Kimotsuki Kaneta → Seki Tomokazu
Con trai của Suneo

## Gia đình Jaian
Mẹ của Jaian (Một số nguồn ghi là Goda Momoko)
Lồng tiếng Nhật: Aoki Kazuyo (tháng 4 năm 1979 - tháng 3 năm 2005) → Takeuchi Miyako (tháng 4 năm 2005 - nay)
Lồng tiếng Việt: Nguyễn Kiều Oanh (2010 - tháng 4 năm 2019) → Nguyễn Kim Anh (tháng 12 năm 2014) → Võ Ngọc Quyên (tháng 2 năm 2020 - nay)
Mẹ của Jaian sinh năm 1937 (35 tuổi) là chủ của một cửa hàng tạp hóa, Nobita sợ Jaian nhất, nhưng mẹ cậu ấy là người mà Jaian sợ nhất. Bà có ngoại hình lớn, mũm mĩm giống con trai mình, thường sai Jaian ngồi trông cửa tiệm hay đi giao hàng. Trong truyện, đa số mỗi khi bà xuất hiện là bao giờ Jaian cũng bị quát mắng hoặc ăn đòn. Chính bà cũng ngán giọng hát của con trai mình nên chuyện biểu diễn hát hò, nấu nướng của Jaian đều bị bà cấm đoán.
Bố của Jaian (Một số nguồn ghi là Goda Tadashi)
Lồng tiếng Nhật: Không xác định (1973) → Katō Masayuki (tháng 4 năm 1979 - tháng 7 năm 1980) → Shima Kayū (tháng 3 năm 1987 - tháng 4 năm 1993) → Gōri Daisuke (tháng 11 năm 1987) → Tsuji Shinpachi (tháng 8 năm 2011 - nay)
Sinh năm 1935, là một người có sức khỏe rất tốt, thậm chí trong tập 4 còn định "chiến đấu" với bố của Nobita (nhưng cuối cùng bị thua cuộc do bố Nobita đã được giúp đỡ bằng bảo bối của Doraemon). Khác với vợ mình, ông tỏ ra dễ tính hơn với Jaian, nhiều khi khá chiều chuộng cậu. Ông cũng là người có tinh thần chính trực (trong truyện "cây bút thần kỳ", ông đã khóc và đánh đòn Jaian vì biết con mình đã gian lận khi làm bài thi, dù Jaian được điểm 100). Ông làm nghề thợ cả, thường đi thầu xa nhà nên là nhân vật rất ít khi xuất hiện trong truyện, thường hay cho Jaian tiền tiêu vặt.
Jaiko (ジャイ子)
Lồng tiếng Nhật: Ōta Toshiko (tháng 4 năm 1979) → Aoki Kazuyo (tháng 1 năm 1980 - tháng 3 năm 2005) → Yamazaki Vanilla (tháng 4 năm 2005 - tháng 12 năm 2010, tháng 2 năm 2013 - nay) → Yamada Fushigi (tháng 2-6 năm 2012)
Lồng tiếng Việt: Cao Thụy Thanh Hồng (2010 - tháng 1 năm 2015) → Nguyễn Kim Anh (tháng 1 năm 2015 - tháng 4 năm 2019) → Kim Ngọc (tháng 2 năm 2020 - nay)
Là em gái của Jaian (sinh ngày 19 tháng 7 năm 1964), người được "số phận" sắp xếp để làm vợ Nobita trong tương lai (nếu như không có sự xuất hiện của Doraemon), nhưng cũng chả ưa gì Nobita. Mũm mĩm và thô kệch như anh trai nhưng lại khá hiền lành và lễ phép. Mặc dù Jaiko có năng khiếu và thích vẽ truyện tranh nhưng tác phẩm của cô bé chưa được đăng trên tạp chí bao giờ. Chính vì vậy, Jaian đã phải rất vất vả để giúp đỡ em mình. Jaiko xuất hiện trong truyện có vẻ như chỉ để tạo điều kiện cho Jaian thể hiện mặt tốt của mình là rất yêu thương em gái. Jaiko thực ra không phải là tên thật của cô bé, nó chỉ là biệt danh "ăn theo" biệt danh "Jaian" của anh trai (tên thật của Jaian là Takeshi).
Bác của Jaian
Là một võ sư có tinh thần thượng võ. Là người Jaian rất thần tượng, khi Jaian xin ông dạy thêm võ cho mình để đánh nhau, ông đã khuyên cậu rằng: người có tinh thần võ thuật chân chính là người dùng võ để bảo vệ kẻ yếu chứ không phải để bắt nạt họ.
Muku (ムク)
Lồng tiếng Nhật: Genda Tesshō (tháng 12 năm 1981) → Aoki Kazuyo (?) → Tatekabe Kazuya (? - tháng 3 năm 2005) → Takato Yasuhiro (tháng 5 năm 2007 - nay)
Là con chó mà Jaian đang nuôi để trông giữ nhà. Lúc đầu, Jaian không chăm sóc nó cẩn thận, luôn luôn hành hạ mỗi khi Muku không chịu nghe lời, nhưng ngay sau khi nó đánh bại được một con sư tử định ăn thịt Jaian, Jaian lại rất yêu thương nó và chăm sóc rất tử tế. Trong tập 1 và tập 2, nó đã được các nhân vật khác biết đến với cái tên là Buzo. Trong hầu hết các bộ truyện, Muku luôn hiện ra là một chú chó tương đối nhút nhát, hiền lành và kém thông minh.
Dì của Jaian
Lồng tiếng Nhật: Tachibana Uko (tháng 12 năm 2012)
Xuất hiện lần đầu trong manga nguyên tác tập 3, rất giống với mẹ Jaian.
Anh họ của Jaian
Lồng tiếng Nhật: Yasuhara Yoshito (1982) → Gōri Daisuke (1988) → Shioya Kōzō (thámg 3 năm 2010) 
Một sinh viên đại học rất giỏi võ thuật
Chú của Jaian
Lồng tiếng Nhật: Akimoto Yōsuke (2000)
Là một thầy sống tại một ngôi chùa trên núi
Yasashi (ヤサシ)
Lồng tiếng Nhật: Tatekabe Kazuya → Kimura Subaru
Còn có tên khác là Jaichibi, con trai của Jaian. Mặc dù có ngoại hình giống Jaian nhưng tính tình nhu nhược, hiền lành.
Anton (アントン)
Lồng tiếng Nhật: Kimura Subaru
Được gọi là Jumbo. Hậu duệ của Jaian ở thế kỷ 22.

## Gia đình Dekisugi
Dekisugi Hidetoshi
Lồng tiếng Nhật: Shirakawa Sumiko (tháng 4 năm 1980 - tháng 3 năm 2005) → Hagino Shihoko (tháng 5 năm 2005 - nay)
Lồng tiếng Việt: Trịnh Kiêm Tiến (tháng 1 năm 2010 - tháng 12 năm 2014) → Đặng Hoàng Khuyết (tháng 12 năm 2014 - tháng 2 năm 2015) → Quang Tuyên (tháng 6-11 năm 2015) → Phạm Hồ Thanh Lộc (tháng 12 năm 2015 - tháng 4 năm 2019) → Quang Tuyên (Tháng 2, 2020 - nay)
Dekisugi Hidetoshi (出木杉 英才 (Xuất Mộc Sam Anh Tài)) (tên cũ ở Việt Nam: Đêkhi), là bạn cùng lớp của Nobita. Tên của cậu có nghĩa là "người xuất chúng" và họ của cậu bắt nguồn từ việc chơi chữ của từ "dekisugiru", nghĩa là "không có gì là không làm được".
Dekisugi được xem là một phiên bản đối lập hoàn toàn với Nobita. Cậu là người học giỏi nhất lớp, luôn giành được điểm tuyệt đối trong các bài kiểm tra nhưng chưa bao giờ tỏ ra kiêu ngạo; lại còn đẹp trai, thông minh, giỏi thể thao, khéo nấu ăn, rất am hiểu về khoa học và tự nhiên. Dekisugi cũng rất thân thiết với Shizuka nên luôn là đối tượng khiến Nobita ghen tị, vài lần Nobita định chơi xỏ Dekisugi nhưng kết quả luôn là tự làm hại bản thân. Do học giỏi, đôi khi cậu còn bị Nobita quay cóp bài tập bằng bảo bối. Dù ganh ghét, Nobita trên thực tế rất nể phục Dekisugi và mối quan hệ giữa hai người nói chung rất tốt. Nhiều khi thấy Nobita làm việc sai trái, cậu còn nhắc nhở rất cẩn thận. Dekisugi luôn ước mơ trở thành một nhà khoa học vĩ đại và được đặt chân lên sao hỏa.
Một điều khá đặc biệt là cậu chưa bao giờ bị Jaian bắt nạt và chưa bao giờ phải nghe Jaian hát (có lẽ do mối quan hệ không quá thân thiết hoặc Jaian một phần nào đó e dè Dekisugi). Vì chưa biết giọng hát của Jaian, Dekisugi từng tự nguyện nhận vé mời để đi xem một buổi biểu diễn của cậu ta, nhưng may mắn cho cậu là buổi biểu diễn bị hủy bỏ do Jaian bị ngộ độc thực phẩm. Ngoài ra, Jaian cũng từng rủ Dekisugi đi chơi bóng chày và có "đe dọa" sẽ đánh cậu nếu chơi kém, nhưng cuối cùng Dekisugi chơi quá tốt và khiến Jaian không có cớ để gây sự.
Mẹ của Dekisugi
Lồng tiếng Nhật: Không xác định (tháng 11 năm 1985) → Maru Tamari (tháng 7 năm 2006 - nay)
Xuất hiện bằng giọng nói trong tập "Bom hẹn giờ gây ngốc nghếch"
Bố của Dekisugi
Lồng tiếng Nhật: Không xác định (Tháng 11 năm 1983)
Xuất hiện trong manga tập 36. Ngoại hình trông giống với Dekisugi, có ít râu.
Vợ của Dekisugi
Lồng tiếng Nhật: Không xác định (Tháng 1 năm 2007)
Hideyo (ヒデヨ)
Lồng tiếng Nhật: Nakamura Chie
Xuất hiện trong tập "Đoạt lại Shizuka". Là con trai của Dekisugi và rất giống với Dekisugi lúc nhỏ.
Chú chó của Dekisugi
Lồng tiếng Nhật: Không xác định (Tháng 3 năm 1992)
Xuất hiện trong tập "Nuôi thú dữ trong nhà" . Là chú chó cưng của Dekisugi

## Nhân vật khác
Thầy giáo (先生 Sensei)
Lồng tiếng Nhật: Katō Osamu (tháng 4 - ??? năm 1973) → Amamori Masashi (??? - tháng 9 năm 1973) → Sawa Ritsuo (tháng 4 năm 1979) → Katō Osamu (tháng 6 - 9 năm 1979) → Inoue kazuhiko (tháng 10 năm 1979 - tháng 10 năm 1981) → Tanaka Ryōichi (tháng 10 năm 1981 - tháng 3 năm 2005) → Takagi Wataru (tháng 4 năm 2005 - nay)
Lồng tiếng Việt: Hồ Chơn Nhơn (tháng 1 năm 2010 - tháng 9 năm 2017, tháng 2 - 4 năm 2019) → Nguyễn Trí Luân (tháng 12 năm 2017 - tháng 2 năm 2018) → Trần Vũ (tháng 2 năm 2020 - nay)
Thầy giáo chủ nhiệm lớp của Nobita, sinh ngày 20 tháng 2 năm 1926 (46 tuổi, năm 1972), là người khá nghiêm khắc và luôn mắng Nobita vì nhiều lý do như đi học muộn, hay không làm bài tập, bị điểm kém, ngủ gật trong giờ học. Hình phạt của thầy là bắt đứng ngoài hành lang, quét dọn lớp  hoặc ngồi chép phạt sau khi tan học. Thầy cũng thường xuyên có những lần ghé thăm nhà đột xuất để thông báo cho mẹ Nobita về tình hình học tập tồi tệ của cậu. Thầy cũng rất dễ bị lừa bởi những lời nói dối của Suneo. Tuy nhiên ông là một người thầy tận tâm và rất yêu thương học trò. Mỗi khi Nobita học tập tiến bộ, thầy vẫn dành lời khen và thậm chí tuyên dương cậu trước lớp. Ngoài ở trường học, thầy cũng hay bắt gặp Nobita trên đường phố và luôn nhắc cậu làm đầy đủ bài tập và học chăm chỉ hơn.
Tên thật của thầy không được nhắc đến mà thường chỉ được gọi là "Sensei (Thầy giáo)". Trong phim hoạt hình chiếu trên đài NTV thì tên của thầy là Ganari (我成). Còn ở phiên bản của kênh Asahi, thầy lại có tên là Eiichirou (えいいちろう), họ của thầy viết giống như từ thầy giáo nhưng phát âm khác.
Mẹ của thầy
Lồng tiếng Nhật: Isobe Masako (tháng 7 năm 1998)
Lồng tiếng Việt: Nguyễn Kiều Oanh (2010)
Nhân vật chỉ xuất hiện trong anime tập phim "Gương thật lòng". Là mẹ của thầy giáo sống ở nông thôn
Cậu bé đội mũ
Lồng tiếng Nhật: Aoki Kazuyo (tháng 4 năm 1979)
Xuất hiện trong tập anime "Nobita Land, thành phố trong mơ"
Katakura Saburō (片倉 サブロー)
Lồng tiếng Nhật: Inoue Kazuhiko (tháng 6 năm 1979) → Honda Chieko (tháng 8 năm 2011) 
Bạn cùng lớp với Nobita, đầu cạo trọc và rất thích ăn bánh Kashiwamo mochi.
Mii-chan (ミイちゃん)
Tên phiên bản Việt là Mimi. Là bạn gái của Doraemon và là một con mèo nhà hàng xóm. Doraemon đã mất khá nhiều công sức để làm quen với cô nàng này. Nàng mèo này cũng là một chướng ngại khi Doraemon phân vân không biết sẽ nên giúp Nobita hay đi hẹn hò với cô nàng. Đặc điểm mà cô nàng cuốn hút được Doraemon là có bộ lông trắng, có nơ ở cổ và cô nàng sạch sẽ hơn những con mèo khác.
Yasuo (安雄)
Lồng tiếng Nhật: Kimotsuki Kaneta (tháng 10 năm 1979) → Matsuoka Yōko (tháng 9 năm 1980) → Shirakawa Sumiko (tháng 10 năm 1981. 10 - ) → Takada Yumi (tháng 3 năm 1983) → Chijimatsu Sachiko (?) → Mashiba Mari (tháng 4 năm 1988 - tháng 10 năm 1992) → Satō Chie (tháng 10 năm 1992 - 1996) → Matsumoto Sachi (? - tháng 8 năm 1998) ￫ Satō Yūko (tháng 4 năm 1999 - tháng 3 năm 2005) → Maru Tamari (tháng 4 năm 2005 - tháng 12 năm 2008) → Ōmoto Makiko (tháng 11 năm 2009 - tháng 4 năm 2010) → Kimoto Orie (tháng 4-8 năm 2010) → Arai Satomi (tháng 2 năm 2012) → Takagi Reiko (tháng 1 năm 2014) → Không xác định (tháng 6 năm 2014) → Ikeda Kanako (tháng 6 năm 2014) → Keichō Yuka (tháng 8 năm 2014 - )
Bạn cùng lớp với Nobita, luôn đội mũ lưỡi trai đỏ và vàng. Cậu rất sợ ma và có sở thích đọc truyện manga, hay đi cùng bạn thân Haruo. Ngoài ra, cậu cũng có một người em gái nhưng rất ít khi xuất hiện trong truyện. Yasuo là một thành viên quan trọng trong đội bóng chày Jaians do Jaian dẫn đầu. Là người khá năng động, cậu chơi bóng chày khá tốt nhưng lại rất sợ Jaian, nhiều khi cũng bị Jaian bắt nạt hay trấn lột truyện tranh.
Haruo (はる夫)
Lồng tiếng Nhật: Mita Yūko (tháng 9 năm 1980) → Aoki Kazuyo (tháng 10 năm 1981 - ?) → Takada Yumi (tháng 3 năm 1983) → Mashiba Mari (?) → Satō Chie (tháng 4 năm 1988 - ?) → Satō Yūko (? - tháng 8 năm 1998) → Matsumoto Sachi (tháng 4 năm 1999 - tháng 3 năm 2005) → Takagi Reiko (tháng 5 hăm 2005) → Yamashita Ayaka (tháng 6 năm 2005 - tháng 1 năm 2007) → Maru Tamari (tháng 6 năm 2008) → Ōmoto Makiko (tháng 11 năm 2009) → Umeda Kikumi (tháng 4 năm 2010 - tháng 1 năm 2014) → Nakatsuka Sayūka (tháng 8 năm 2010) → Không xác định (tháng 6 năm 2014) → Fukui Miki (tháng 8 năm 2014 - tháng 9 năm 2018) → Yaguchi Asami (tháng 10 năm 2018 - ) → Keichō Yuka (tháng 1 năm 2020)
Bạn cùng lớp của Nobita với thân hình mập mạp và sợ nhện. Cậu rất thân và thường xuất hiện cùng với Yasuo trong các tập truyện, cũng mê truyện tranh như bạn mình. Cậu cũng là một thành viên của đội bóng chày Jaians, nhưng rất sợ đội trưởng của đội bóng. Cậu cũng thường là mục tiêu bắt nạt của Jaian.
Ông Kaminari (神成)
Lồng tiếng Nhật: Tanaka Takashi (tháng 3 năm 1981) → Nomoto Reizō (tháng 9 năm 1981) → Kanemoto Shingo (tháng 2 năm 1985 - tháng 9 năm 1990) → Watabe Takeshi (tháng 3 năm 1991 - tháng 3 năm 2005) → Hōki Katsuhisa (tháng 7 năm 2005 - )
Lồng tiếng Việt: Đặng Hạnh Phúc (tháng 1 - 7 năm 2010) → Trần Vũ (tháng 11 năm 2014 - tháng 1 năm 2015) → Đặng Hạnh Phúc (tháng 11 năm 2014 - tháng 4 năm 2019) → Quang Tuyên (tháng 2 năm 2020 - nay)
Là ông già rất khó tính sống ngay cạnh bãi đất trống nơi bọn Jaian hay chơi bóng chày. Mỗi khi bọn trẻ đánh hay ném bóng vào nhà ông ấy, có lúc vỡ cả cửa kính, rồi ông ấy sẽ hét lên "Đứa nào làm vỡ cửa kính của ta hả?" và đến bãi đất trống hỏi tội nhưng cả lũ chủ động bỏ chạy hết, riêng Nobita bị Jaian bắt đi đến nhà ông để lấy quả bóng đó và thay mặt toàn đội xin lỗi, cũng như đứng nghe ông trách mắng, đôi lúc cho ăn đòn. Nhưng ông đôi khi rất tốt bụng, như lúc Nobita đang tìm các cây cỏ mùa thu, ông tận tình giúp đỡ Nobita đi thu thập.
Ông Kaminari có một cháu gái rất xinh đẹp, từng được cả Jaian, Suneo và Nobita phải lòng. Cô xuất hiện trong tập "Vòng tròn kết bạn".
Ông bán sách
Trong truyện hầu như chỉ có duy nhất 1 cửa hàng bán sách. Bọn trẻ con thường xuyên bị ông đuổi ra vì "coi cọp" tranh truyện trong quầy của ông mà không chịu mua.
Ông họa sĩ truyện tranh Funyako Funyao
Là một họa sĩ vẽ truyện tranh nổi tiếng nhưng luôn bế tắc ý tưởng vẽ mới, không ít lần ông phải nhờ đến Doraemon và Nobita.
Sếp của ông Nobi
Là giám đốc nơi ông Nobi làm việc. Đôi lúc cùng ông Nobi đi nhậu, đánh golf hay về nhà Nobita ăn cơm. Trong một dịp Tết, ông định ngủ lại nhà Nobita do sợ phải tiếp quá nhiều khách ở nhà mình, nhưng lại gây ra rất nhiều phiền toái cho Nobita, nên cuối cùng bị cậu dùng bảo bối xua đuổi.
Người hàng xóm ăn mì gói
Xuất hiện chỉ trong 1 hoặc 2 khung hình trong mỗi mẩu truyện nhưng tần suất về việc xuất hiện của anh ta thì khá nhiều, anh chàng này trông có vẻ khắc khổ và luôn cầm một tô mì trong tay, nhiều tập nói tên anh ta là Koike. Nhân vật này cũng là nhân vật chính trong bộ truyện Tiểu quỷ Q-taro, bộ truyện thời kỳ đầu sáng tác của họa sĩ Fujiko. Được biết người hàng xóm này là sinh viên thi rớt đại học, không có tiền trang trải nên phải ăn mì gói.
Hoshino Sumire
Là 1 ngôi sao ca nhạc và điện ảnh nổi tiếng. Cô chính là Siêu nhân số 3 hay Perko trong bộ truyện Cậu bé siêu nhân, 1 tác phẩm khác của họa sĩ Fujiko.
Itou Tsubasa
Cũng là 1 ngôi sao ca nhạc và điện ảnh, thần tượng của bọn trẻ nhưng cũng vài lần bị Doraemon và Nobita lôi vào những rắc rối khác nhau.
Nora Neko no Kero (のらネコのクロ)
Một con mèo hoang thỉnh thoảng hay xuất hiện trong truyện. Đây là một con mèo hoang thường xuyên đi ăn vụng nhà hàng xóm hoặc gây nên những rắc rối cho những nhà xung quanh.
Nora Inu no Kero (のらイヌのクロ)
Con chó hoang hung dữ thường xuyên rượt và cắn vào chân của Nobita mỗi khi gặp phải Nobita trên đường đi.